# Пусть всё будет так, как ты захочешь
«Пусть всё будет так, как ты захочешь» — девятый номерной альбом группы «Чайф», изданный в 1995 году фирмой грамзаписи «Фили».
Таким названием группа обязана Майку Науменко, давшему когда-то Шахрину такой автограф.

## История создания
Музыканты группы «Чайф» остались недовольны звучанием предыдущего альбома «Дети гор», который продюсировал Сергей Галанин, вследствие чего на вкладыше того альбома появились слова «неуральская концепция звука» (вместо слова продюсер), но начиная работу над данным альбомом, они вновь позвали Галанина в качестве продюсера, но при этом твёрдо решили придерживаться «уральской» концепции звука.
Альбом записан летом 1994 года на студии SNC, за исключением короткой интермедии «Песня рыб», записанной на плёнку в театре Олега Табакова.
В 2015 году «Пусть всё будет так, как ты захочешь» был выпущен на грампластинке компанией «Ультра Продакшн» в рамках юбилейной коллекции «Чайф».
Заглавная композиция стала хитом и неоднократно исполнялась на концертах группы. По мнению Шахрина, «по большому счету — абсолютно непринципиально, как будут называть песню „Пусть все будет так, как ты захочешь“ — рок-песней или эстрадной. Главное, мы играем её с удовольствием, и она нравится публике». В 2018 году Владимир Шахрин в Екатеринбурге спел «Пусть всё будет так, как ты захочешь» в поддержку сборной России на чемпионате мира по футболу, заметив, что припев раньше посвящался любимой женщине. Точнее, его жене Елене.

## Список композиций
Музыка и слова — Владимир Шахрин, кроме отмеченной
1. Я тебя не нашёл (Уже) — 4:17
2. Четверо парней — 4:00
3. Пусть тебе приснится — 4:44
4. Но это так (Бегунов — Шахрин) — 5:45
5. Город мой — 4:17
6. 17 лет — 4:30
7. Джип-бип-папа — 3:13
8. Давай просто уйдём — 5:09
9. Антипаровозная — 3:58
10. Песня рыб — 0:30
11. Тайный знак — 4:05
12. Для меня (Похмельная) — 5:36

## Музыканты
Чайф
- Владимир Шахрин — вокал, гитара, гармоника
- Владимир Бегунов — гитара, вокал, подпевки
- Антон Нифантьев — бас-гитара, подпевки
- Валерий Северин — барабаны, подпевки

приглашённые музыканты
- Рушан Аюпов — клавиши (2, 4)
- Максим Лихачёв — тромбоны (5)
- Любовь «Любретта» Трифонова — соло-гитара (7)
- Сергей Галанин — слова «не ешь» (10)

## Кавер-версии песен
Песня «17 лет» исполнена в одной из заключительных серий «Реальных пацанов» героями сериала.